# Tyrrhenaria ceratina
Tyrrhenaria ceratina es una especie de molusco gasterópodo de la familia Helicidae.

## Distribución geográfica
Es endémica de Córcega (Francia).